# Лешатле
Лешатле́ (фр. Lechâtelet) — коммуна во Франции, находится в регионе Бургундия. Департамент коммуны — Кот-д’Ор. Входит в состав кантона Сёр. Округ коммуны — Бон.
Код INSEE коммуны — 21344.

## Население
Население коммуны на 2010 год составляло 206 человек.
| 1962 | 1968 | 1975 | 1982 | 1990 | 1999 | 2010 |
| ---- | ---- | ---- | ---- | ---- | ---- | ---- |
| 135  | 127  | 110  | 108  | 125  | 178  | 206  |

## Экономика
В 2010 году среди 120 человек трудоспособного возраста (15—64 лет) 99 были экономически активными, 21 — неактивными (показатель активности — 82,5 %, в 1999 году было 63,3 %). Из 99 активных жителей работали 90 человек (47 мужчин и 43 женщины), безработных было 9 (3 мужчин и 6 женщин). Среди 21 неактивных 8 человек были учениками или студентами, 11 — пенсионерами, 2 были неактивными по другим причинам.